# Леш, Павел Леонидович
Павел Леонидович Леш (1887—1915) — поручик лейб-гвардии 2-го стрелкового полка, герой Первой мировой войны. Участник Олимпийских игр 1912 года.

## Биография
Православный. Из потомственных дворян Смоленской губернии. Старший сын генерала от инфантерии Леонида Вильгельмовича Леша.
Окончил 2-й Оренбургский кадетский корпус (1905) и Михайловское артиллерийское училище (1908), откуда выпущен был подпоручиком в Свеаборгскую крепостную артиллерию.
21 апреля 1910 года переведен в лейб-гвардии 2-й стрелковый Царскосельский батальон. Произведен в поручики 6 декабря 1911 года.
В 1912 году поручик Леш был приглашен в состав  сборной Российской империи для участия в Олимпийских играх в Стокгольме. Принял участие в четырёх стрелковых дисциплинах — индивидуальной и командной стрельбе с дистанции 300 метров из произвольной винтовки, индивидуальной стрельбе с дистанции 300 и 600 метров из военной винтовки.
В 1913 году стал чемпионом Первой российской олимпиады в стрельбе из военной винтовки на 300 и 600 метров.
В Первую мировую войну вступил в рядах царскосельских стрелков. Убит в бою 12 февраля 1915 года. Посмертно пожалован Георгиевским оружием
За то, что в бою 13 октября 1914 года у д. Полихно, командуя 3-й ротой, по собственной инициативе, под убийственным ружейным и пулеметным огнем противника, по болоту повел роту в обхват фланга противника и, несмотря на полученную контузию, лично довел роту до удара в штыки, чем обеспечил успех общей фланговой атаки позиции противника.
и удостоен ордена Святого Георгия 4-й степени
За то, что 12 февраля 1915 года у д. Рудка-Скрода повел свою роту во главе батальона в атаку под фронтальным и перекрестным пулеметным и ружейным огнем противника и, воодушевляя стрелков и подавая пример мужества, первым ворвался в германские окопы и выбил противника штыками, после чего контр-атака противника была отбита, причём своею смертью запечатлел свой подвиг.
Был похоронен на Царскосельском братском кладбище, а 22 ноября 1915 года перезахоронен в крипте полковой церкви Св. преп. Сергия Радонежского в Царском Селе.

## Награды
- Орден Святой Анны 3-й ст. с мечами и бантом (ВП 22.11.1914)
- Орден Святого Владимира 4-й ст. с мечами и бантом (ВП 22.11.1914)
- Орден Святой Анны 2-й ст. с мечами (ВП 3.03.1915)
- Орден Святого Станислава 2-й ст. с мечами (ВП 3.03.1915)
- Орден Святого Георгия 4-й ст. (ВП 29.05.1915)
- Георгиевское оружие (ВП 2.06.1915)